# Mikhaïl Kheràskov
Mikhaïl Kheràskov (rus: Михаил Матвеевич Херасков)  (Pereiàslav, 25 d'octubre de 1733 (Julià) - Moscou, 27 de setembre de 1807 (Julià)), nom complet amb patronímic Mikhaïl Matvéievitx Kheràskov, fou un poeta i escriptor rus.
Segons el seu pare provenia d'una família de boiars de Valàquia, els Herescu, que durant el govern del tsar Pere I havien emigrat a Rússia. És conegut habitualment pel fet de ser l'autor del poema èpic "Rossiada" (1771-1779), en línia amb la tradició d'Homer i Virgili, sobre la presa de Kazan per part d'Ivan el Terrible el 1552.
Fou una figura activa de la maçoneria russa i co-propietari d'una finca prop d'Otxàkovo (actualment part de Moscou). Des del 1756 estigué al servei de la Universitat de Moscou, i en fou també el seu director (1763-1770) i conservador (1778-1802). Fundà la residència universitària de Moscou. Fou membre de l'Assemblea russa lliure i fundador dels primers teatres de Moscou. Publicà revistes literàries i educatives, com ara Poléznoie uvesselénie rus: «Полезное увеселение» (1760-1762) i Svobódnie txassí rus: «Свободные часы». Al final de la seva vida va col·laborar amb la revista rus: « Вестник Европы » Véstnik Ievropi. Fou membre de l'Acadèmia Russa des de la seva fundació (1783) i titular de l'Orde de Sant Vladimir de segon grau (1786). Va acabar la seva carrera amb el rang de conseller privat reial (1802) i en 1799 va ser guardonat amb l'Orde de Santa Anna de primer grau.
En la història de la literatura russa fou l'últim representant del classicisme del segle XVIII, en una obra que representà un canvi de tendència en la història de la literatura russa envers el sentimentalisme Juntament amb grans poemes èpics ("La batalla de Txesmesski", "Vladímir renascut", "Bakhariana"), va crear novel·les didàctiques ("Numa, o la florida de Roma", "Cadme i Harmonia", "Polidor fill de Cadme i Harmonia"). El punt àlgid del seu reconeixement públic li va arribar en la dècada del 1790, però llavors va començar la publicació de les seves "creacions" en 12 parts (1796-1803), i en la dècada del 1820 va començar una nova avaluació crítica de la seva obra creadora. La tradició russa èpica, establerta per Kheràskov, va influir significativament en la literatura fins a la dècada del 1840, i després va quedar oblidada. Les seves obres es reimprimiren rarament com a "llibre de text per a l'educació." Només ben entrat el segle XX (1961) es va publicar una reimpressió dels seus textos poètics i dramàtics a una gran sèrie titulada "Biblioteca del poeta.".